# Chiến dịch Thung lũng Kodori
Trận Thung lũng Kodori là một chiến dịch quân sự tại vùng Thượng Thung lũng Kodori, trong Chiến tranh Nam Ossetia 2008, khu vực duy nhất của Abkhazia nằm dưới sự kiểm soát của Gruzia sau cuộc chiến năm 1992-1993 tại Abkhazia.

## Abkhazia khởi binh
Người đứng đầu chính quyền ly khai Abkhazia là Sergei Bagapsh đã ra sắc lệnh đặt lực lượng của khu vực này trong tình trạng báo động cao, ngay khi Gruzia đánh chiếm Nam Ossetia đêm 7 tháng 8. Khi tình hình leo thang, Abkhazia quyết định huy động cả lực lượng dự bị cho kế hoạch đánh bật quân Gruzia khỏi vùng đất này, nhân lúc Tbilisi đang tập trung đối đầu với quân Nga tại Nam Ossetia.
Trong khi đó, ngoài hướng hành quân tới Nam Ossetia để giành lại quyền kiểm soát thủ phủ Tskhinval từ tay quân Gruzia, Nga cũng bổ sung quân tới Abkhazia với những đoàn xe bọc thép tiến vào Sukhumi, thủ phủ của Abkhazia. Trước đó Nga cũng có một lực lượng gìn giữ hòa bình đóng tại đây hàng thập kỷ qua. Moskva không bình luận về đợt triển khai này, nhưng Tbilisi cho rằng khoảng 4.000 lính Nga đã được đưa đến Abkhazia từ thứ bảy 9 tháng 8 và lực lượng này đang tiến sát đến biên giới Gruzia.

## Tối hậu thư cho Gruzia
Ngày 11 tháng 8, Nga đã ra tối hậu thư, yêu cầu các lực lượng Gruzia phải hạ vũ khí nếu không sẽ phải đối mặt với các cuộc tấn công.

## Giao chiến
Lợi dụng tình hình chiến sự đang diễn ra rất căng thẳng ở Nam Ossetia, các quan chức Abkhazia đã bắt đầu một chiến dịch quân sự chống lại các binh lính Gruzia đang có mặt trong lãnh thổ của họ. Vào Thứ Bảy, 9 tháng 8, các lực lượng vũ trang Abkhazia đã bắt đầu đánh đuổi quân đội Gruzia ra khỏi vùng thượng đèo Kodori của Abkhazia và ra hạn chót để quân Gruzia rút lui. Lực lượng không quân và pháo binh của Abkhazia đã tấn công vào các binh lính Gruzia. Gruzia đã cáo buộc Nga đổ bộ thêm 4.000 lính cùng 350 xe bọc thép vào Abkhazia thông qua biển Đen, nâng số binh sĩ Nga tại đây lên 6.000 người. Theo lực lượng li khai, Gruzia đã triển khai số binh sĩ tương đương ở phía nam biên giới với Abkhazia. Cùng ngày, lửa chiến tranh tại Nam Ossetia đã lan sang Abkhazia và lần đầu tiên Nga tiến quân vào lãnh thổ Gruzia, đẩy Tbilisi một lúc phải đối mặt với hai mặt trận.
Lãnh đạo tỉnh Abkhazia – ông Sergei Bagapsh cũng xác nhận, "lực lượng Không quân của chúng tôi đang tiến hành một chiến dịch quân sự ở vùng thượng đèo Kodori của Abkhazia – khu vực đang bị Gruzia kiểm soát." Ông Bagapsh tuyên bố, chiến dịch này sẽ vẫn được tiếp tục.
Lo ngại về khả năng sẽ tái diễn các cuộc chiến tranh Caucase như những năm 1990, các nhà lãnh đạo thế giới ra sức kêu gọi các bên chấm dứt cuộc xung đột.

## Gruzia rút quân
Vào Thứ Ba, 13 tháng 8, Gruzia rút toàn bộ binh sĩ kể cả cảnh sát và dân thường khỏi Abkhazia, theo phát ngôn viên Bộ Nội vụ Gruzia Shota Utiashvili thông báo. Phần trên của đèo Kodori, vùng đất duy nhất ở Abkhazia do Gruzia kiểm soát đã chuyển sang tay binh sĩ Nga và quân ly khai. Các đơn vị Abkhazia đã hoàn thành chiến dịch đẩy quân đội Gruzia ra khỏi phần trên của đèo Kodori.

## Chiến dịch bên ngoài Kodori
Quân đội Nga đã có một cuộc tấn công chớp nhoáng vào thành phố Senaki, phía Tây Gruzia, để ngăn chặn các binh lính Gruzia tái hợp lại và gây ra các cuộc tấn công vào tỉnh ly khai Nam Ossetia – nguyên nhân chính của cuộc xung đột ngày càng xấu đi này.
Các bính lính Nga sau đó đã rút khỏi thành phố Senaki, các quan chức Nga và Gruzia cùng xác nhận điều này. Tuy nhiên, Tbilisi cho rằng căn cứ quân sự của họ tại Senaki đã bị phá huỷ. "Các lực lượng Nga đã phá huỷ căn cứ quân sự Senaki và sau đó rời đi," phát ngôn viên Bộ Nội vụ Georgia – ông Shota Utiashvili, phát biểu.
Các quan chức Gruzia còn cáo buộc quân đội Nga đã tiến vào thành phố Zougdidi của Gruzia từ tỉnh ly khai Abkhazia. Bộ Nội vụ Georgia cho rằng binh sĩ Nga đã chiếm tất cả các tòa nhà thuộc lực lượng cảnh sát ở thành phố Zougdidi sau khi lực lượng này từ chối yêu cầu của phía Nga đòi họ hạ vũ khí. Máy bay Nga cũng đã ném bom xuống vùng Zougdidi.